# 악플레
악플레(에웨어: akple)는 에웨족이 스왈로류 음식을 일컫는 이름이다. 같은 그베족 사람들인 겐족은 아쿠메(언어 오류(gej): akume)라 부른다.

## 만들기
에웨족의 악플레는 발효되지 않은 옥수수가루, 카사바가루 등에 물을 조금 섞어서 반죽한 다음 실온에서 하루 정도만 약하게 발효시켰다가 익혀 먹는다는 점에서, 옥수수, 카사바 등을 먼저 며칠 간 물에 담가 발효시킨 다음에 갈아서 반죽해 만드는 아칸족식 반쿠와 구분된다. 만들어진 악플레 반죽은 소분해서 냉동실에 보관할 수 있다. 조리할 때는 악플레 반죽을 물에 타서, 냄비에서 저으며 익힌다.

## 종류
- 아목플레(에웨어: amɔkple): 에웨족식 "반쿠"로도 불린다. 옥수수가루와 카사바가루로 만든다.[1] 겐족은 마쿠메(언어 오류(gej): makume)라 부른다.
- 에웍플레(에웨어: ewɔkple): 외부에서 "악플레"라고 말하변 보통 에웍플레를 가리킨다. 옥수수가루로 만든다.[1] 겐족은 에워쿠메(언어 오류(gej): ewokume)나 에마쿠메(언어 오류(gej): emakume)라 부른다.

## 사진

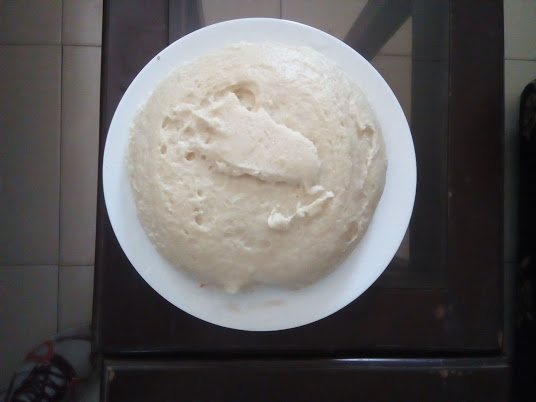
에웍플레

## 같이 보기
- 반쿠
- 에바
- 에체우
- 워
- 켄키
- 코콘테
- 투오 자피
- 푸푸
- 플라칼리